# José Basílio da Gama
José Basílio da Gama (Tiradentes, 10 aprile 1740 – Lisbona, 31 luglio 1795) è stato un poeta brasiliano di origine portoghese, appartenente alla corrente letteraria neoclassicista.

## Biografia
Nacque nella città di São José do Rio das Mortes, il cui nome attualmente è Tiradentes.
Figlio di Manuel da Costa Villas-Boas e Quitéria Inácia da Gama.
La morte improvvisa del padre, quando egli era ancora un bambino, causò una situazione difficile per la sua famiglia.
Durante questo periodo, venne affidato alle cure e all'educazione del brigadiere Alpoim che lo condusse a Rio de Janeiro.
Svolse il suo percorso di studio con i Gesuiti a Rio de Janeiro, finché la Compagnia di Gesù poté operare sul territorio brasiliano.
Dopo l'espulsione dei Gesuiti dal Brasile, avvenuta nel 1759, Gama si recò in Portogallo, a Lisbona, per iscriversi alla Università, nella facoltà di diritto.
Non riuscì a portare a termine gli studi universitari, ma si trasferì in Italia, a Roma, per dedicarsi all'insegnamento nel Collegio dei Gesuiti.

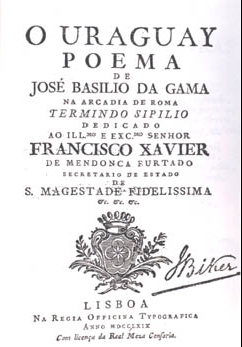
Copertina di O Uruguay

Durante la sua permanenza capitolina, ebbe l'opportunità di entrare a far parte dell'Arcadia romana, assumendo lo pseudonimo di "Termindo Sipílo".
Dopo qualche viaggio di andata e ritorno fra le due sponde dell'Oceano Atlantico, a Lisbona incappò in una grave vicissitudine: accusato di forti simpatie per i Gesuiti e di sospetto Giansenismo, venne arrestato e rinchiuso nelle locali galere.
Riuscì ad evitare l'onta dell'esilio in Angola, solo grazie all'interessamento del marchese Pombal, per il quale lo scrittore compose un Epitalamio dedicato al matrimonio della figlia del nobile.
Nel 1769 pubblicò il poema O Uruguay, suddiviso in 5 canti. Il poeta descrisse, con questo lavoro, la fase conclusiva della guerra tra i portoghesi e gli uruguayani, e soprattutto tra i lusitani e i Gesuiti, visto che questi ultimi non volevano sottostare alle condizioni del Trattato di Madrid.
Se nei propositi dello scrittore, il poema avrebbe dovuto lodare la lotta contro gli indio ed i Gesuiti, di fatto le pagine più intense risultarono quelle dedicate all'eroismo, alle qualità umane, alla nobiltà di intenti degli indios, anticipando un po' la letteratura romantica espressa nell'"indianismo", nella quale l'indio viene descritto come vittima di ingiustizia e di soprusi che ledono la sua libertà. Degne di nota furono le pagine descriventi scene vivide e movimentate della vita degli indios nel loro ambiente naturale.
Il lavoro ricevette un'ottima accoglienza, anche dalla corte, e da quel momento lo scrittore poté vivere e operare con più tranquillità.
Gama scrisse anche un secondo poema importante, intitolato O Quitubia, caratterizzato dal suo allontanamento dallo stile e dall'impostazione di Luis de Camões, come evidenziarono il ridotto uso della metafora e della mitologia.
Negli ultimi anni di vita divenne membro dell'Accademia delle scienze di Lisbona.
Morì il 31 luglio del 1795 a Lisbona.

## Opere
- Epitalâmio às núpcias da Sra. D. Maria Amália (1769);
- O Uraguai (1769);
- A declamação trágica (1772);
- Os Campos Elíseos (1776);
- Relação abreviada da República e Lenitivo da saudade (1788);
- Quitúbia (1791).